# Kromatin
A kromatin a kromoszóma anyaga, mely eukarióta sejtekben DNS és fehérje komplexéből áll. Láthatóvá lehet tenni festéssel, mely utal nevére is: színes anyag. A kromatint alkotó nukleinsav rendszerint kettős szálú DNS formájában van jelen. A kromatin szerveződésében szerepet játszó fehérjék a hisztonok. Ezek teszik lehetővé az eukarióta sejtekben az 1,8 méter hosszúságú DNS molekula néhány mikrométerbe tömörítését; illetve hiszton fehérjéik metilációja és acetilációja révén képesek befolyásolni a génexpressziót (a génkifejeződést) is. Másrészt a kromatinnak a DNS megkettőződésében, a replikációban is szerepe van.
A kromatin szerveződésének három fő szintje van:
1. nukleoszóma – „beads on a string”, azaz gyöngyfüzér-struktúra, melyben a hiszton oktamerek fognak közre két fordulatnyi, 146 bázispárnyi DNS-t egymás után következve, gyöngyfüzérszerűen;
2. 30 nm átmérőjű kromatinfonal;
3. kromoszóma

A spermatozoon jelent csak kivételt a fentiekre nézve. A spermiogenezis során a kromatin szorosabb formába kerül, génexpressziója felfüggesztődik. A hisztonok helyüket nagyrészt átadják a protaminnak nevezett, arginin-gazdag fehérjéknek.

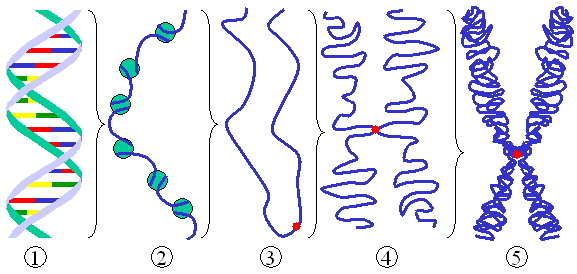
A DNS kondenzáció szintjei. (1) Egyszerű DNS szál. (2) Kromatin szál (hisztonokkal}). (3) Kondenzált kromatin centromerrel}. (4) Kondenzált kromatin profázisban (két DNS molekula van jelen). (5) Kromoszóma metafázisban.

Két kromatin típus különíthető el:
- Eukromatin
- Heterokromatin